# La Motte-Servolex
La Motte-Servolex és un municipi francès situat al departament de la Savoia i a la regió d'Alvèrnia-Roine-Alps. L'any 2007 tenia 11.423 habitants.

## Demografia

### Població
El 2007 la població de fet de La Motte-Servolex era d'11.423 persones. Hi havia 4.710 famílies de les quals 1.348 eren unipersonals (526 homes vivint sols i 822 dones vivint soles), 1.501 parelles sense fills, 1.455 parelles amb fills i 406 famílies monoparentals amb fills.
La població ha evolucionat segons el següent gràfic:
Habitants censats

### Habitatges
El 2007 hi havia 5.094 habitatges, 4.816 eren l'habitatge principal de la família, 93 eren segones residències i 185 estaven desocupats. 2.074 eren cases i 2.920 eren apartaments. Dels 4.816 habitatges principals, 2.908 estaven ocupats pels seus propietaris, 1.812 estaven llogats i ocupats pels llogaters i 96 estaven cedits a títol gratuït; 376 tenien una cambra, 487 en tenien dues, 1.025 en tenien tres, 1.424 en tenien quatre i 1.504 en tenien cinc o més. 3.411 habitatges disposaven pel capbaix d'una plaça de pàrquing. A 2.243 habitatges hi havia un automòbil i a 2.145 n'hi havia dos o més.

### Piràmide de població
La piràmide de població per edats i sexe el 2009 era:
| Homes | Edats   | Dones |
| ----- | ------- | ----- |
| 0     | 95 o +  | 12    |
| 16    | 90 a 94 | 80    |
| 32    | 85 a 89 | 88    |
| 24    | 80 a 84 | 72    |
| 124   | 75 a 79 | 168   |
| 88    | 70 a 74 | 188   |
| 184   | 65 a 69 | 208   |
| 204   | 60 a 64 | 204   |
| 272   | 55 a 59 | 256   |
| 400   | 50 a 54 | 440   |
| 492   | 45 a 49 | 500   |
| 440   | 40 a 44 | 488   |
| 428   | 35 a 39 | 416   |
| 408   | 30 a 34 | 428   |
| 312   | 25 a 29 | 368   |
| 368   | 20 a 24 | 268   |
| 488   | 15 a 19 | 316   |
| 464   | 10 a 14 | 420   |
| 396   | 5 a 9   | 336   |
| 292   | 0 a 4   | 248   |

## Economia
El 2007 la població en edat de treballar era de 7.817 persones, 5.793 eren actives i 2.024 eren inactives. De les 5.793 persones actives 5.472 estaven ocupades (2.803 homes i 2.669 dones) i 320 estaven aturades (135 homes i 185 dones). De les 2.024 persones inactives 715 estaven jubilades, 866 estaven estudiant i 443 estaven classificades com a «altres inactius».

### Ingressos
El 2009 a La Motte-Servolex hi havia 4.788 unitats fiscals que integraven 11.333 persones, la mediana anual d'ingressos fiscals per persona era de 21.656 €.

### Activitats econòmiques
Dels 701 establiments que hi havia el 2007, 7 eren d'empreses extractives, 12 d'empreses alimentàries, 8 d'empreses de fabricació de material elèctric, 4 d'empreses de fabricació d'elements pel transport, 43 d'empreses de fabricació d'altres productes industrials, 99 d'empreses de construcció, 129 d'empreses de comerç i reparació d'automòbils, 35 d'empreses de transport, 29 d'empreses d'hostatgeria i restauració, 18 d'empreses d'informació i comunicació, 36 d'empreses financeres, 23 d'empreses immobiliàries, 124 d'empreses de serveis, 103 d'entitats de l'administració pública i 31 d'empreses classificades com a «altres activitats de serveis».
Dels 163 establiments de servei als particulars que hi havia el 2009, 1 era una oficina d'administració d'Hisenda pública, 1 gendarmeria, 1 oficina de correu, 11 oficines bancàries, 1 funerària, 20 tallers de reparació d'automòbils i de material agrícola, 1 taller d'inspecció tècnica de vehicles, 3 establiments de lloguer de cotxes, 4 autoescoles, 8 paletes, 15 guixaires pintors, 18 fusteries, 14 lampisteries, 17 electricistes, 3 empreses de construcció, 9 perruqueries, 4 veterinaris, 1 agència de treball temporal, 16 restaurants, 11 agències immobiliàries, 1 tintoreria i 3 salons de bellesa.
Dels 24 establiments comercials que hi havia el 2009, 2 eren supermercats, 3 grans superfícies de material de bricolatge, 2 botigues de més de 120 m², 1 una botiga de menys de 120 m², 3 fleques, 3 carnisseries, 2 llibreries, 1 una botiga de roba, 1 una botiga d'equipament de la llar, 2 botigues de material esportiu, 1 una perfumeria i 3 floristeries.
L'any 2000 a La Motte-Servolex hi havia 84 explotacions agrícoles que ocupaven un total de 888 hectàrees.

## Equipaments sanitaris i escolars
El 2009 hi havia 1 psiquiàtric, 4 farmàcies i 2 ambulàncies.
El 2009 hi havia 4 escoles maternals i 5 escoles elementals. A La Motte-Servolex hi havia 2 col·legis d'educació secundària, 1 liceu d'ensenyament general i 1 liceu tecnològic. Als col·legis d'educació secundària hi havia 824 alumnes, als liceus d'ensenyament general n'hi havia 69 i als liceus tecnològics 339.

## Poblacions més properes
El següent diagrama mostra les poblacions més properes.